# Горячкин, Василий Прохорович
Васи́лий Про́хорович Горя́чкин (1868—1935) — русский советский учёный в области сельскохозяйственных машин, почётный член АН СССР (с 1932). Заслуженный деятель науки и техники РСФСР (1935). Академик ВАСХНИЛ (с 1935).

## Биография
Родился 17 (29) января 1868 года в семье мастеровых, выходцев из крестьян села Выкса (ныне город Выкса в Нижегородской области).
Среднее образование получил во 2-й Московской гимназии (1886). Затем, в 1890 году окончил с дипломом 1-й степени физико-математический факультет Московского университета, а в 1894 году — Императорское Московское техническое училище. Ученик Н. Е. Жуковского. Однокурсник С. А. Чаплыгина.
В 1896 году Горячкин был рекомендован Н. Е. Жуковским для преподавания в Московском сельскохозяйственном институте курса «Сельскохозяйственные машины, орудия и двигатели». Преподавательскую деятельность он начал 7 сентября 1896 года на кафедре почвоведения и земледелия; с 1896 по 1930 годы возглавлял кафедру сельскохозяйственных машин (ныне — кафедра «Технологии и машины в растениеводстве» РГАУ—МСХА имени К. А. Тимирязева). С 1899 года он — адъюнкт-профессор, с 1913 года — профессор. С 1913 года заведовал созданной им машиноиспытательной станцией, которая стала экспериментальной базой его научных работ. На инженерном отделении В. П. Горячкин читал также курс лекций «Учение о двигателях». По предложению Горячкина Совет Московского сельскохозяйственного института принял решение о том, что при приёме студентов следует руководствоваться только степенью их подготовки, а не сословным или имущественным положением.
В 1919—1922 годах В. П. Горячкин — ректор Петровской сельскохозяйственной академии, как стал называться сельскохозяйственный институт. С 1929 года был директором организованного по его инициативе Всесоюзного института сельскохозяйственной механики (ВИСХОМ); с 1931 года — научный руководитель Всесоюзного института механизации и электрификации сельского хозяйства, также созданного по его инициативе.
Умер 21 сентября 1935 года в Москве. Похоронен на Владыкинском кладбище.

## Научная деятельность
Основные работы В. П. Горячкина относятся к земледельческой механике, основы которой он заложил: теория и расчёт сельскохозяйственных машин и орудий, технологических процессов, методы испытаний и методику обработки экспериментальных данных.
В 1898 году вышла в свет первая печатная работа Горячкина «Отвал», написанная на основании результатов тщательного исследования работы плужных корпусов. В. П. Горячкин разработал новый курс лекций «Учение о сельскохозяйственных машинах и орудиях», изданный литографическим способом в 1897 и 1898 годах, который читал на агрономическом и инженерном отделениях. В 1900 году вышли в свет его работы — «Бороны», Веялки, «Сортировки», «Жатвенные машины». В 1904 году был издан «Общий курс земледельческих машин и орудий». В 1927 году была издана (ставшая классической) работа «Теория плуга». В работах В. П. Горячкина впервые в истории сельскохозяйственные машины и орудия стали предметом глубокого и разностороннего научного изучения, была вскрыта механическая сущность многих процессов и машин и создана научная теория для их проектирования и рационального построения.
После смерти учёного было издано «Собрание сочинений» в 7 томах. В предисловии к этому изданию указывалось: «В зарубежных странах земледельческая механика как наука ещё не достигла того развития, какое ей дал советский учёный В. П. Горячкин… Почти каждая теоретическая работа, появляющаяся за границей, содержит упоминание имени В. П. Горячкина, как непререкаемого авторитета в области земледельческой механики».
Научные труды академика В. П. Горячкина являются до сих пор классическими в области технических наук. В них — помимо разработок теории сельхозмашин — получили развитие и такие фундаментальные теоретические вопросы, как теории масс и скоростей, удара и разрушения материалов, клина, резания, подобия, общая схема природных явлений и процессов. Создал приборы, применяемые в сельском хозяйстве и металлообработке, машиностроении: плотномер почвы, профилографы, динамографы и др.

## Память

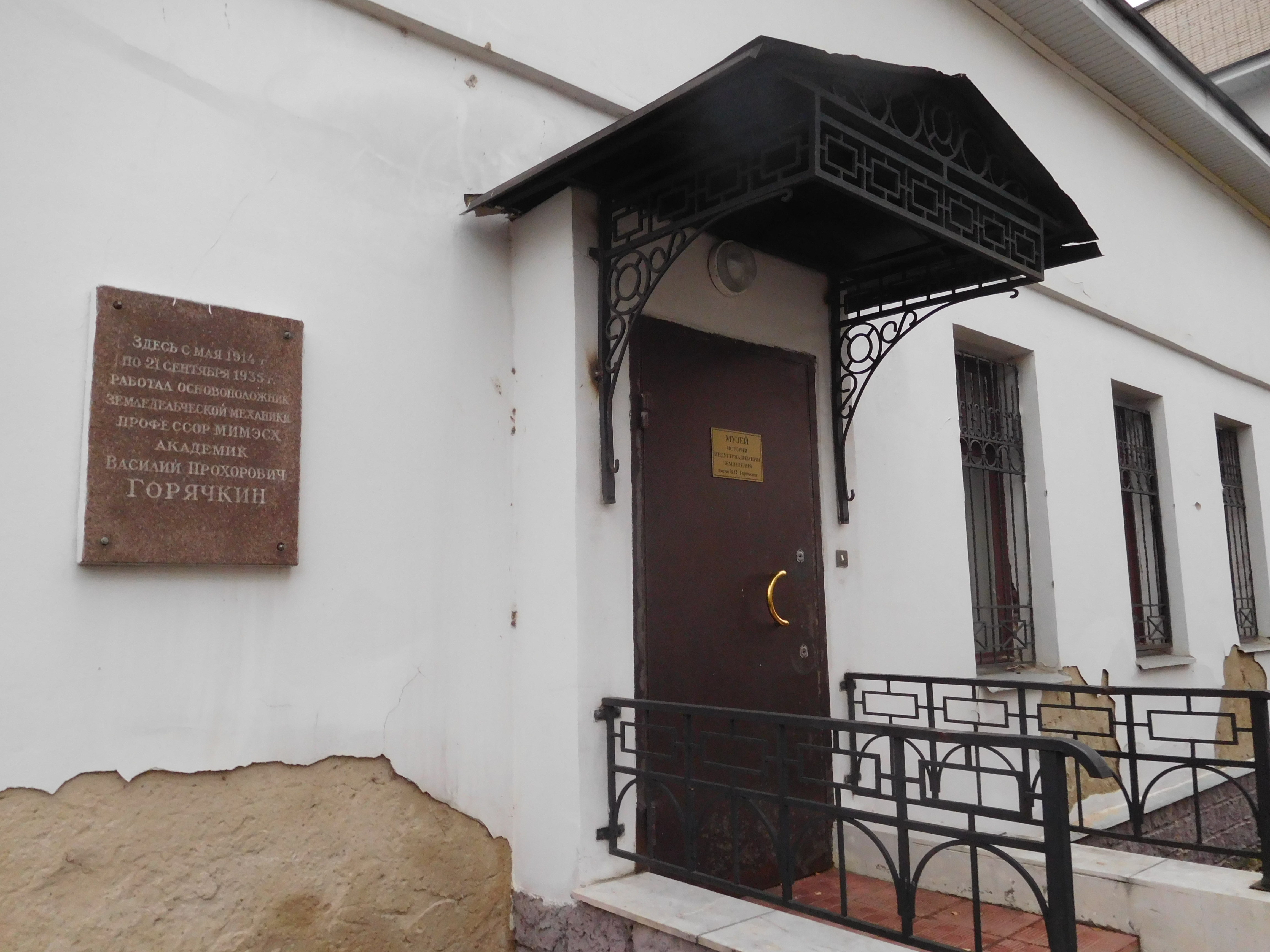
Музей Василия Горячкина в Москве, МСХА, 2018

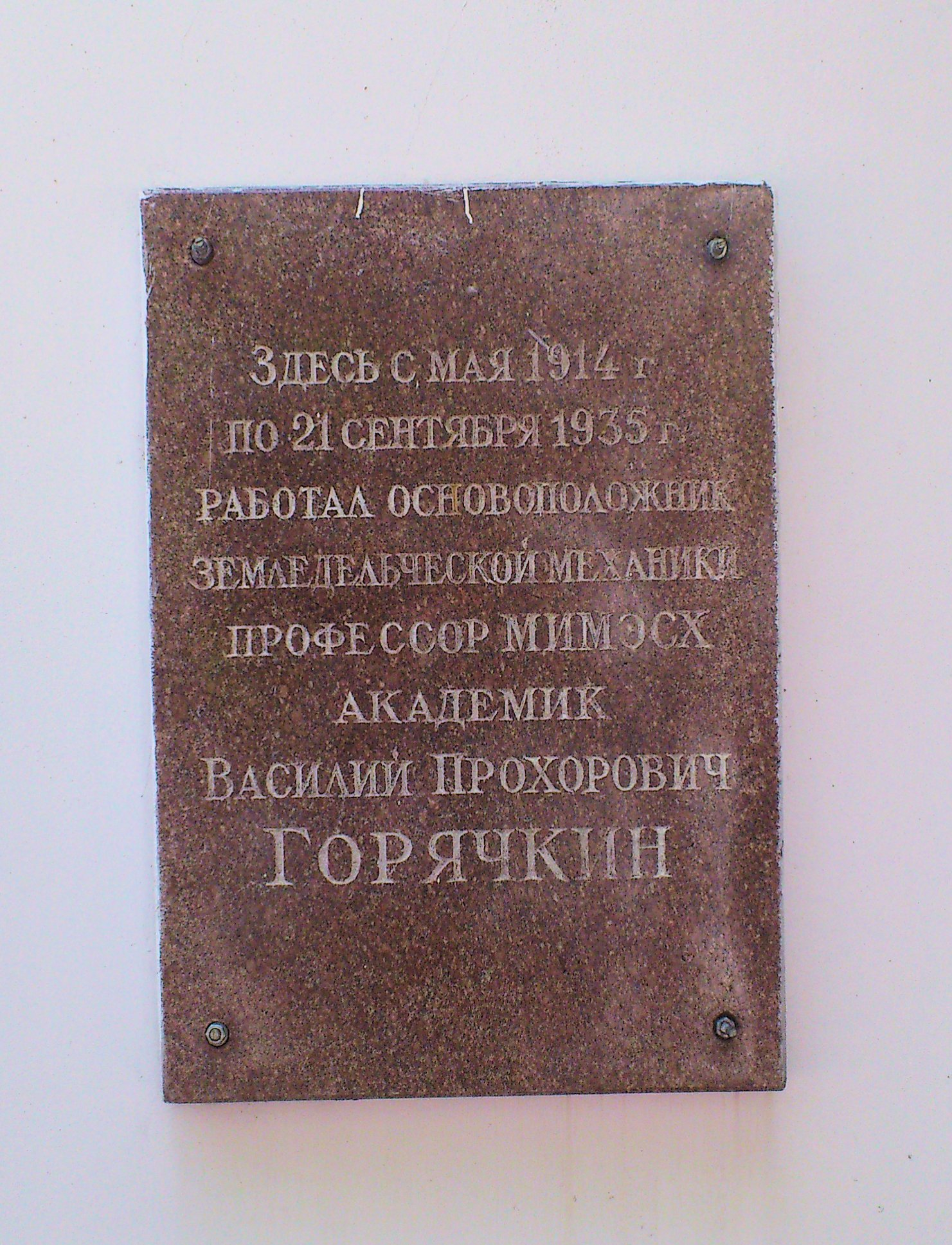
Мемориальная доска на учебном корпусе МСХА.

Имя В. П. Горячкина носят Московский государственный агроинженерный университет и ВНИИ сельскохозяйственного машиностроения.
В октябре 1980 года в Московском государственном агроинженерном университете открыт музей-мемориал им. В. П. Горячкина. Музей-мемориал располагается в помещении бывшей машиноиспытательной станции, организованной и открытой В. П. Горячкиным в 1913 году. В нём собраны материалы и экспонаты, посвящённые достижениям СССР в области сельскохозяйственного машиностроения и испытания сельскохозяйственной техники.
В Москве на здании учебного корпуса Московской сельскохозяйственной академии имени К. А. Тимирязева (Лиственничная аллея, дом № 2), где В. П. Горячкин работал с мая 1914 по 21 сентября 1935 года, установлена мемориальная доска.
В Оренбурге около Аграрного университета установлен бюст В. П. Горячкина.

## Публикации
- Горячкин В. П. Общий курс земледельческих машин и орудий. — М.: Типолит. Рихтер, 1904. — 157 с.
- Горячкин В. П. Земледельческая механика. Ч. 1. (Основы теории земледельческих машин и орудий). — М.: Кн. изд-во студ. Петр. с.-х. акад., 1919. — 200 с.
- Горячкин В. П. Собрание сочинений: В 7 тт. — М.: Сельхозгиз, 1937—1949.

## Награды
- орден Св. Анны 3-й степени (1906)
- орден Св. Станислава 2-й степени (1912)
- орден Св. Анны 2-й степени (1915)
- орден Трудового Красного Знамени (1935).